# بريكاما يونايتد
بريكاما يونايتد هو نادي كرة قدم من غامبيا ينتمي لمدينة بريكاما، تأسس سنة 1999. يلعب في دوري الدرجة الأولى الغامبي.
يعتبر أول ناد من خارج العاصمة بانجول يفوز بلقب الدوري منذ بداية الدوري في عام 1969.

## الإنجازات
- دوري الدرجة الأولى الغامبي

البطولة (2): 2011 / 2019
- كأس غامبيا

البطولة (1): 2016

## المشاركات في البطولات الخارجية
- دوري أبطال أفريقيا: مشاركة واحدة

2012 – الدور الأول